# 78 Diana
Diana /daɪˈænə, ˈeɪnə/ (định danh hành tinh vi hình: 78 Diana) là một tiểu hành tinh lớn và tối ở vành đai chính quay quanh Mặt Trời với chu kỳ 4,24 năm. Thành phần cấu tạo của nó gồm cacbonat nguyên thủy. Tiểu hành tinh này do thiên văn học người Đức Robert Luther phát hiện ngày 15 tháng 03 năm 1863 và được đặt theo tên Diana, nữ thần săn bắn trong thần thoại La Mã. Ngày 4 tháng 9 năm 1980, 78 Diana đã che khuất một ngôi sao. Người ta đã đo được đường kính là 116 km gần phù hợp với các thông số do Vệ tinh thiên văn hồng ngoại (Infrared Astronomical Satellite) đo.